# Drupadia fulgens
Drupadia fulgens är en fjärilsart som beskrevs av Cowan 1974. Drupadia fulgens ingår i släktet Drupadia och familjen juvelvingar. Inga underarter finns listade i Catalogue of Life.